# Giovanni Francesco Bezzi

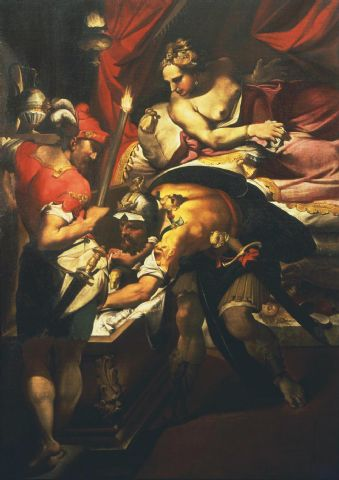
Tiestes y Aérope

Giovanni Francesco Bezzi, también conocido como Nosadella (activo c. 1530-1571) fue un pintor italiano, que desarrolló su labor durante la época manierista, principalmente en Bolonia.

## Datos biográficos

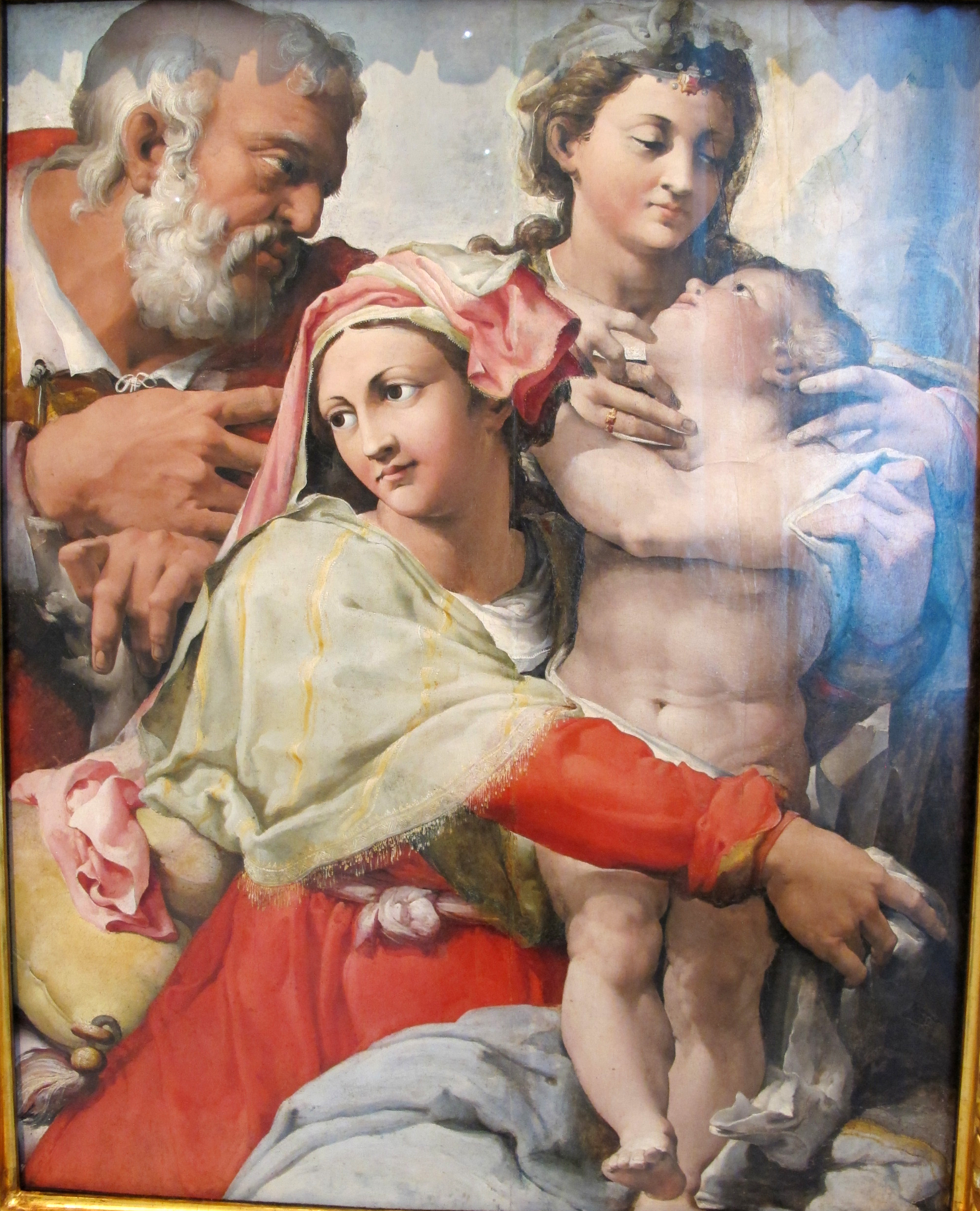
Nosadella, Sagrada Familia con Santa Catalina.

Hay alguna constancia de que viajó a Roma. Fue discípulo de Pellegrino Tibaldi. Parece que su actividad principal fue la de frescante (decorador al fresco), pero por desgracia todos sus trabajos en este ámbito se han perdido. Solo nos quedan algunas palas de altar, en las que se debate entre las influencias de Andrea del Sarto a través de su maestro Tibaldi y la más estricta observancia de las reglas del manierismo.
Pocas pinturas se le pueden atribuir sin género de dudas; entre ellas "Madonna, el Niño y varios Santos", pintado para el oratorio de la Iglesia de Santa María della Vita, en Bolonia.

## Obras destacadas

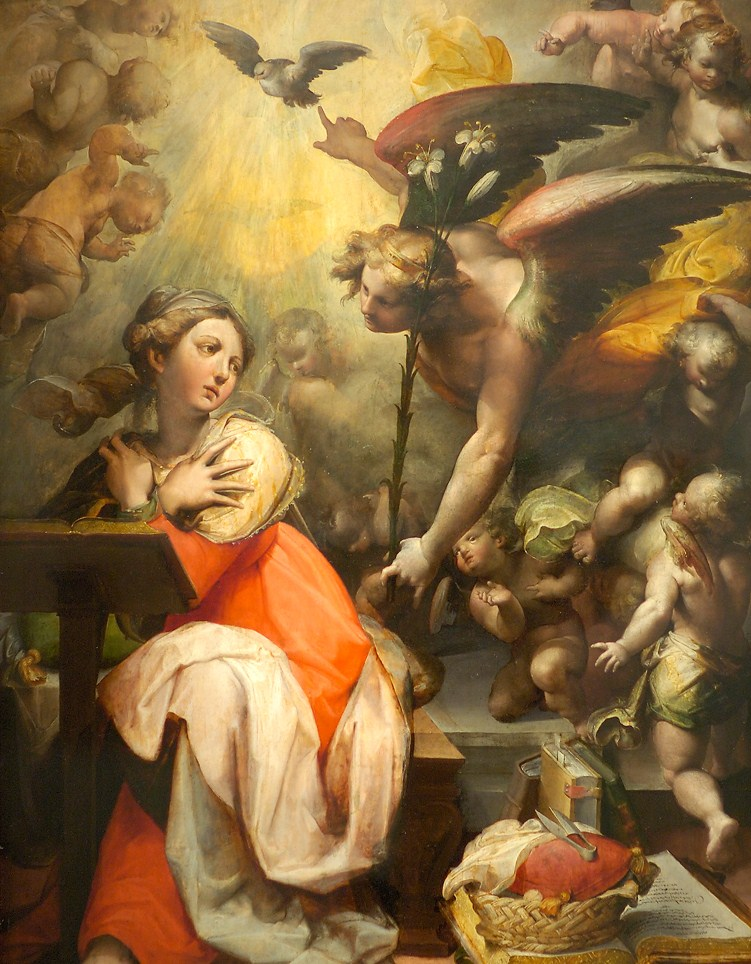
Anunciación

- Virgen con niño y santos (Santa Maria della Vita, Bolonia)
- Circuncisión (Santa Maria Maggiore, Bolonia)
- Sagrada Familia con santos (c. 1560, The J.Paul Getty Museum, Los Ángeles)
- Presentación en el Templo (Allen Memorial Art Museum, Oberlin College)
- Virgen con niño (Norton Art Museum, West Palm Beach)
- Tiestes y Aérope (Colección particular)